# Gamelan

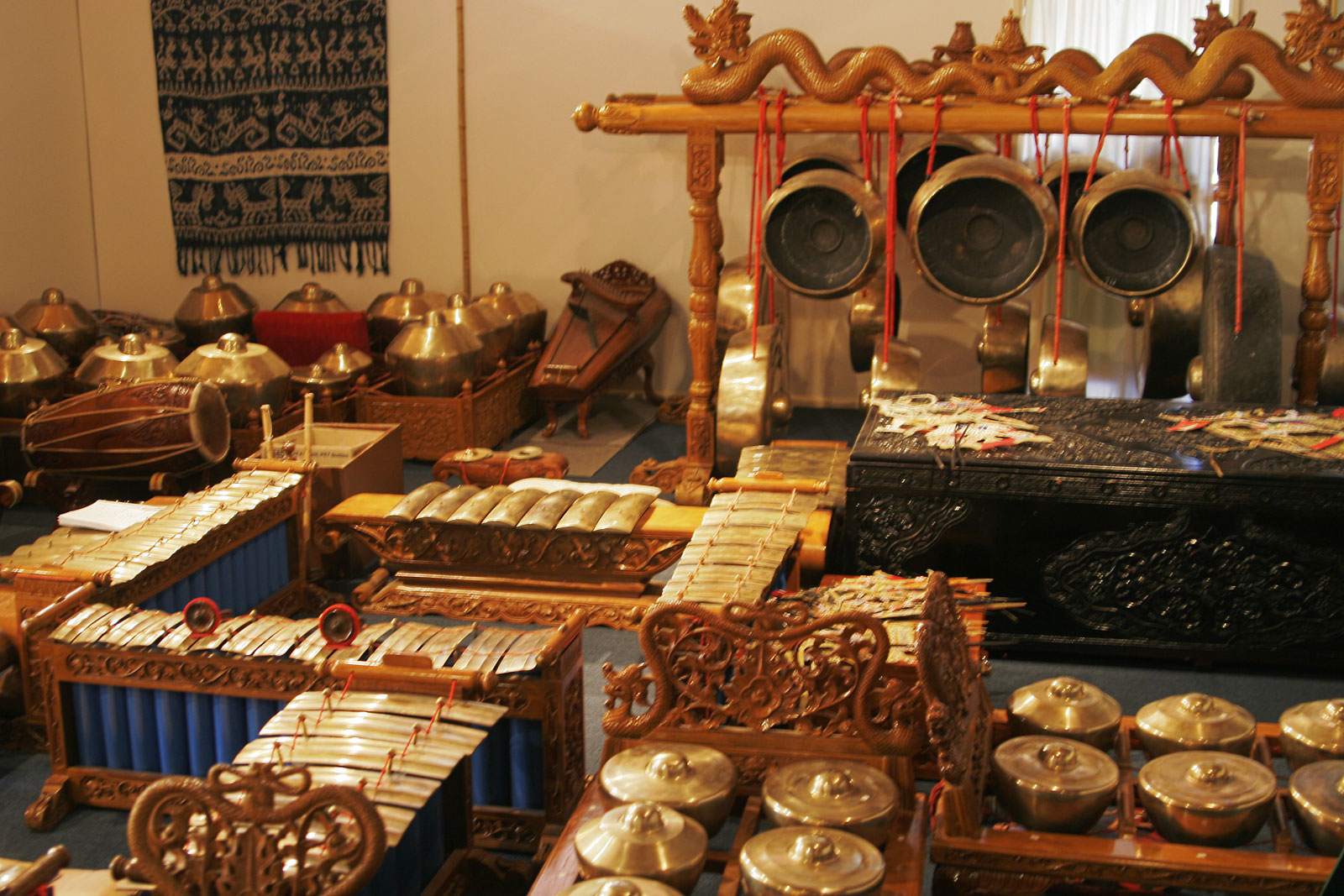
Gamelan in der indonesischen Botschaft in Canberra

Gamelan ist die umfassende Bezeichnung für unterschiedliche Musikensembles in Indonesien, besonders in der traditionellen Musik von Java und Bali, die stets einzelne Bronzegongs und Metallophone oder seltener Xylophone enthalten und zu denen je nach Größe und Verwendungszweck Trommeln, Saiteninstrumente, Flöten und Gesangsstimmen hinzukommen.
Gamelan wurde als Teil der indonesischen Identität 2021 in die UNESCO-Liste des immateriellen Kulturerbes der Menschheit aufgenommen.

## Aufbau und Verbreitung

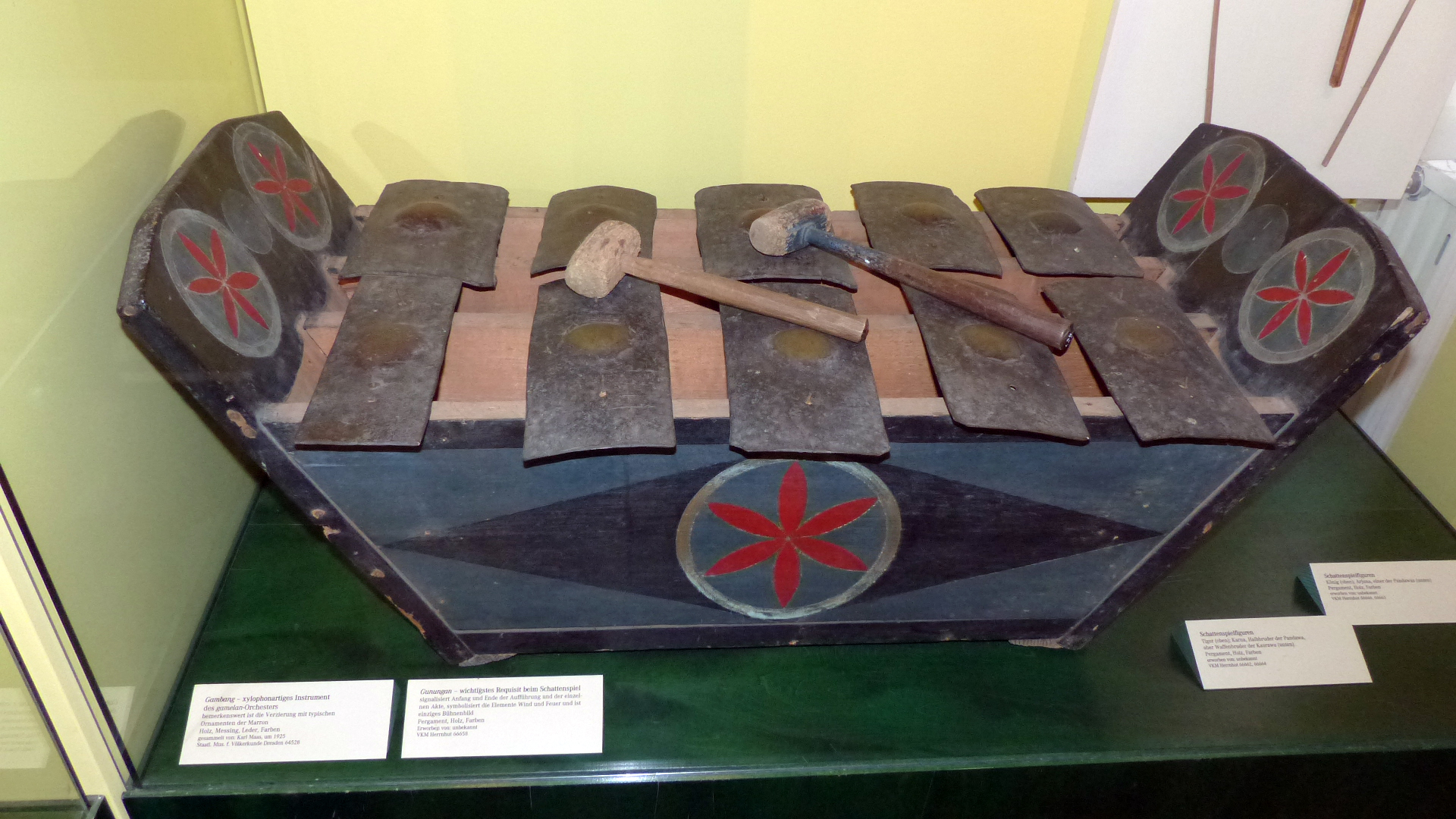
Trogxylophon gambang, von Javanern in Suriname gespielt. Gehört zu einer um 1925 vom Missionar Karl Maas erworbenen Sammlung, die sich heute im Völkerkundemuseum Herrnhut befindet.

Die Ensembles bestehen im Kern aus Metallophonen, einzelnen Gongs, Gongreihen und Trommeln (kendang). Dazu kommen je nach Stil Flöten (suling), Streichlauten (rebab), Xylophone, Schüttelidiophone aus Bambus (angklung) und Gesang. Nur die solistisch eingesetzten Instrumente improvisieren über die Kernmelodie, die von den Metallophonen vorgetragen wird. Die Kernmelodie besteht aus Patterns, die umspielt werden. Das Zusammenklingen von Kernmelodie und Auszierung wird als „innere Melodie“ aufgefasst.
Die Stimmung ist je nach Musikrichtung unterschiedlich und variiert auch von Ensemble zu Ensemble. Es gibt Gamelans mit 4, 5 und 7 Tönen pro Oktave. Die für westliche Hörer ungewöhnlichen Schwingungsverhältnisse von beispielsweise 1,7 f und 2,29 f zum Grundton f stammen von den seit über 1600 Jahren in Indonesien hergestellten runden Klangplatten. Bei diesen schwingen einerseits gegenüberliegende Platteninnere gegeneinander und andererseits Ränder und Platteninnere gegeneinander.
Gamelanmusik erklingt zu verschiedenen Anlässen, etwa zu religiösen Feiern, sozialen Anlässen wie Hochzeiten oder Geburten, als Begleitung zu Tänzen und wayang-Aufführungen wie Puppentheatern (wayang golek, wayang klitik), Schattenspielen (wayang kulit) und dem seltenen Bildrollendrama (wayang beber).
Einige zum Teil sehr alte Ensembles findet man noch heute an den Fürstenhöfen (Kraton) von Yogyakarta und Surakarta in Zentraljava.
Gamelan kommen außerhalb ihres Kernbereiches Zentraljava, Ostjava und Bali auch auf der Insel Lombok vor; in Westjava verwendet das Degung-Ensemble ähnliche Gongspiele. Auf der Insel Madura vor der Nordküste Javas übernimmt im Gamelan Saronen das Doppelrohrblattinstrument saronen die Melodieführung.
Von Gamelan abgeleitete Instrumente und Spielweisen werden in der Minahasa-Region von Nordsulawesi, in Teilen von Mindanao und auf einigen dazwischen liegenden Inseln Kulintang genannt. Die für das Gamelan typischen Buckelgongs werden traditionell auch auf Sumatra gespielt; der Einfluss des Gamelan prägt die klassische Musik Südostasiens zwischen Malaysia, Myanmar, Laos und Kambodscha.
Die ersten Gamelan-Orchester außerhalb der Region wurden im frühen 20. Jahrhundert durch Auswanderer in den Niederlanden eingerichtet. Der niederländische Musikethnologe und Musiker Jaap Kunst (1891–1960) und sein US-amerikanischer Schüler Mantle Hood (1918–2005) haben viel zum Verständnis der Musik und zur Einrichtung von Gamelan-Ensembles im Westen beigetragen. In Deutschland konzertieren mehrere Gamelan-Musikgruppen. Von einigen Völkerkundemuseen und Musikschulen werden Unterrichtskurse angeboten.

## Gamelan in Zentraljava
Ein Gamelan besteht aus vier Gruppen von Instrumenten:
1. Instrumente, die die Kernmelodie (balungan) spielen. Dazu gehören Metallophone mit Bronzeplatten über einem Holzkasten (saron) in drei verschiedenen Größen mit jeweils einer Oktave Abstand und das slenthem, das noch eine Oktave tiefer erklingt und dünne Klangplatten mit einzelnen Resonatoren aus Bambus oder Aluminiumröhren besitzt.
2. Die interpunktierenden oder kolotomischen Instrumente. Sie kennzeichnen bestimmte Abschnitte eines Stücks und geben dabei die Struktur an. Der größte hängende Gong (gong ageng) markiert Anfang und Ende eines Stücks und längere Abschnitte. Der kenong ist ein Kesselgong mit Holzresonator. Er spielt kürzere Unterteilungen. Bei einigen Formen wird ein weiterer hängender und etwas kleinerer Gong gespielt, der kempul. Die kleineren Kesselgongs kethuk und kempyang füllen die Grundschläge der anderen weiter auf. Bei zwei höfischen Gamelan produzieren die in der Hand gehaltenen, bananenförmigen kemanak die kürzeste Zeiteinteilung.
3. Instrumente, die die Grundmelodie verzieren (panerusan). Dazu gehören
  - das Gongspiel bonang in zwei Größen
  - das Metallophon gendèr in zwei Größen
  - das Xylophon gambang ähnlich den verschiedenen kambodschanischen roneat
  - die Bambuslängsflöte suling
  - die Spießgeige rebab. Name und Form stammen von der arabischen rabāb
  - die Kastenzithern siter und celempung

Auch die Solo-Sängerinnen (pesindhèn) und eine Gruppe von Männerstimmen (gérong) verzieren die Melodie.
Jedes Instrument hat seine eigenen Muster und Regeln, nach denen es die Kernmelodie ausschmückt und interpretiert. Auch der Geschmack und die Fähigkeiten der Spieler bestimmen die Ausführung.
1. Der Spieler der Trommel kendang leitet die Gruppe nicht auf optische, sondern akustische Weise; dabei gibt er bestimmte feststehende Signale, um das Stück und seine Teile zu beenden und das Tempo zu variieren.

In einem vollständigen Gamelan können bis zu 40 Spieler vereint sein. Es gibt keine eigentlichen Solisten. Jedes Instrument ist für den Gesamtklang wichtig, und nur im Zusammenspiel aller Instrumente ergibt sich der gewünschte Klang. Insofern stellt ein Gamelan ein soziales Ideal dar, in dem jeder auf den anderen hört und seinen Teil zum Gesamtergebnis beiträgt, ohne selbst im Vordergrund zu stehen.
In Zentraljava werden zwei unterschiedliche Stimmungen benutzt:
- die fünftönige slendro und
- die siebentönige pélog.

Die Abstände der Töne im Slendro sind nahezu gleich. Die Stufen im Pelog weisen deutliche Unterschiede auf. Keine der beiden Stimmungen enthält reine Intervalle außer der Oktave. Jedes Gamelan hat seine eigene, etwas von den anderen abweichende Stimmung. Für Slendro und Pelog gibt es jeweils einen eigenen Satz Instrumente. Jedes Stück ist für eine Stimmung komponiert. Beim Spiel werden gleiche Instrumente „über Eck“ aufgestellt, und der Spieler dreht sich jeweils zu dem Instrument, das gebraucht wird. Daneben gibt es an den Sultanshöfen einige spezielle Gamelanorchester, die nur dort gespielt werden. Sie haben meist ein spezielles Repertoire.
Die komplexen Regeln, die Grundlage jedes Gamelan-Stücks sind, wurden 2016 für Studienzwecke in ein Computerprogramm überführt, das auch als Hilfsmethode für Kompositionen nutzbar sein soll.

## Gamelan auf Bali
Auf Bali gibt es eine größere Zahl verschiedener Ensembletypen. Sie benutzen teilweise unterschiedliche Instrumente und Stimmungen und haben unterschiedliche soziale oder religiöse Funktionen. Neben Gamelan-Orchestern mit Metallophonen (gangsa) gibt es dort vereinzelt auch Gamelan-Orchester mit Holzinstrumenten, besonders den Bambus-Gamelan Jegog, bei dem die tiefsten Idiophone über drei Meter lang sind. Die Jegog-Instrumente gibt es außerhalb von Bali nur dreimal auf der ganzen Welt – in San Francisco, Tokio und im bayerischen Mühldorf am Inn.
Der wohl populärste zeitgenössisch-klassische Musikstil ist der Gamelan Gong Kebyar. Er hat das frühere höfische Gong-Orchester Gong Gede abgelöst. Der kleine Gamelan Gambuh mit Bambusflöten und der Streichlaute rebab begleitet Tanzdramen.

## Gamelan auf Lombok
Auf der östlichen Nachbarinsel Lombok spielt die balinesische Minderheit die eigene Musiktradition in etwas reduzierter Form. Die Bevölkerungsmehrheit der Sasak hat in der Musik von Lombok aus Java und Bali stammende Gamelan-Traditionen übernommen und angepasst. Das balinesische Gamelan Gong Gede wurde zum Gamelan Gong Kuna reduziert. Das klassische Orchester auf Lombok ist das Gamelan Gendang Beleq, bei dem die Bronze-Metallophone durch die melodieführende Bambusflöte suling und gelegentlich durch das Doppelrohrblattinstrument preret ergänzt werden. Das dritte bedeutende Orchester ist das Gamelan Wayang Sasak, mit dessen Begleitung der Schattenspielzyklus Serat Menak Sasak aufgeführt wird.

## Einflüsse auf die westliche Musik
Auf der Weltausstellung im Jahr 1889 in Paris war Claude Debussy nachhaltig vom Klangbild eines javanischen Gamelan-Ensembles fasziniert.
Der Komponist Steve Reich beschäftigte sich in den 1970er Jahren mit dem balinesischen Gamelan, was sich in der Komposition Music for 18 Musicians niederschlug.
Die britische Band 23 Skidoo veröffentlichte in den 1980er Jahren mehrere Alben, die von der Gamelanmusik beeinflusst waren. Darunter auch das 1984 erschienene Album Urban Gamelan.
Die Post-Rock-Band Godspeed You! Black Emperor gibt die Gamelanmusik als einen ihrer Einflüsse an und veröffentlichte 2003 einen Song mit dem Titel Gamelan.